# 謝爾巴尼夫西克
47°31′16″N 31°37′17″E / 47.52111°N 31.62139°E
謝爾巴尼夫西克（烏克蘭語：Щербанівське），是烏克蘭的村落，位於該國南部尼古拉耶夫州，由沃茲涅先斯克區負責管轄，面積0.96平方公里，海拔高度100米，2001年人口482，人口密度每平方公里504.2人。